# Miguel Ángel Ponce
Miguel Ángel Ponce Briseño (Sacramento, 12 april 1989) is een Mexicaans voetballer die bij voorkeur als linksback speelt. Hij stroomde in 2010 door vanuit de jeugd van CD Guadalajara. Ponce debuteerde in 2011 in het Mexicaans voetbalelftal .

## Clubcarrière
Ponce maakte in de zeventiende speelronde van de Primera División 2009/10 op 14 april 2010 zijn debuut voor C.D. Guadalajara. Tegen Cruz Azul werd met 1–1 gelijkgespeeld. Miguel Ponce speelde de volledige wedstrijd en droeg rugnummer 64. Op 26 september maakte hij zijn eerste doelpunt voor de Chivas in een wedstrijd tegen Club Tigres, die eindigde in een 1–1 gelijkspel. In de volgende competitiewedstrijd, een stadsderby tegen Club Atlas, maakte hij zijn tweede doelpunt. In de 31ste minuut maakte hij gelijk voor Guadalajara, om vervolgens drie minuten later een gele kaart te ontvangen. Een half uur later miste clubgenoot Marco Fabián een strafschop en liet hij het na zijn club op voorsprong te zetten. Door een eigen doelpunt van tegenstander Néstor Vidrio in de laatste minuut eindigde de wedstrijd nog in een gelijkspel. In het verdere seizoen scoorde Ponce niet meer. In 2012 nam hij met zijn club deel aan de CONCACAF Champions League, waar ze in de groepsfase werden uitgeschakeld. Ook nam Guadalajara deel aan de Copa Libertadores 2012, waar het met vier punten uit zes wedstrijden niet verder kwam dan de groepsfase. In 2014 werd hij uitgeleend aan Deportivo Toluca FC, waarvoor hij in januari 2014 zijn debuut maakte. In een jaar tijd speelde Ponce 36 wedstrijden in de Mexicaanse competitie voor Toluca, waarin hij drie doelpunten maakte. In januari 2015 keerde hij terug in het elftal van Guadalajara en speelde hij in de Clausura van het seizoen 2014/15 nog zeventien duels, waaronder de play-offwedstrijden (Liguilla) om het landskampioenschap. Op 25 mei 2015 verloor Ponce met Guadalajara in de halve finale van latere kampioen Santos Laguna.

## Interlandcarrière

### Mexico –23
In 2011 nam Ponce met het Mexicaans voetbalelftal onder 23 deel aan de Pan-Amerikaanse Spelen. Mexico won het goud na Argentinië te hebben verslagen met 1–0. Miguel Ponce speelde de volledige wedstrijd. In het kwalificatietoernooi voor de Olympische Zomerspelen 2012 maakte hij twee doelpunten. Op het Toulon Espoirs-toernooi in 2012, het jaarlijkse voetbaltoernooi voor jeugdelftallen dat in Frankrijk wordt gehouden, werd Turkije in de finale met 3-0 verslagen. In het voetbaltoernooi voor mannen op de Olympische Spelen speelde Ponce vier wedstrijden. De finale tegen Brazilië werd met 1–2 gewonnen. In een vriendschappelijke interland op 17 maart 2012 tegen Senegal maakte hij beide doelpunten aan Mexicaanse kant.

### Mexico
Ponce maakte zijn debuut voor het Mexicaans voetbalelftal  op 8 juli 2011 in een met 1–0 verloren groepswedstrijd om de Copa América tegen Peru. In de 73e minuut verving hij Dárvin Chávez. Omdat Mexico op dit toernooi niet officieel gebruikmaakte van zijn A-elftal, kan ook de groepswedstrijd van de CONCACAF Gold Cup 2013 tegen Canada op 11 juli 2013 als officieel debuut worden aangegeven. Hij verving Rafael Márquez in de 73ste minuut. In de tweede groepswedstrijd op 14 juli tegen Martinique maakte hij zijn eerste interlanddoelpunt. In de 90ste minuut scoorde hij de 1–3. Door een blessure aan zijn enkel moest Juan Carlos Medina op 21 mei 2014 zijn voorbereidingen op het wereldkampioenschap voetbal 2014 staken. Ponce, die eerst buiten de selectie was gelaten door bondscoach Miguel Herrera, werd als vervanger van Medina opgeroepen. Op het toernooi, waar Mexico de achtste finale bereikte, speelde Ponce geen wedstrijd en zat hij viermaal op de reservebank. In november 2014 reisde hij met het Mexicaans elftal af naar Europa, waar hij meespeelde in de oefeninterlands tegen Nederland (2–3 winst) en Wit-Rusland (3–2 verlies). In juni 2015 werd hij opgeroepen voor deelname aan de CONCACAF Gold Cup 2015, maar hij kreeg geen speeltijd; Mexico won het toernooi na winst in de finale op Jamaica.
| Interlands van Miguel Ángel Ponce voor Mexico | Interlands van Miguel Ángel Ponce voor Mexico | Interlands van Miguel Ángel Ponce voor Mexico | Interlands van Miguel Ángel Ponce voor Mexico | Interlands van Miguel Ángel Ponce voor Mexico | Interlands van Miguel Ángel Ponce voor Mexico | Interlands van Miguel Ángel Ponce voor Mexico |
| №                                             | Datum                                         | Wedstrijd                                     | Uitslag                                       | Competitie                                    | Doelpunten                                    |                                               |
| Als speler van C.D. Guadalajara               | Als speler van C.D. Guadalajara               | Als speler van C.D. Guadalajara               | Als speler van C.D. Guadalajara               | Als speler van C.D. Guadalajara               | Als speler van C.D. Guadalajara               | Als speler van C.D. Guadalajara               |
| --------------------------------------------- | --------------------------------------------- | --------------------------------------------- | --------------------------------------------- | --------------------------------------------- | --------------------------------------------- | --------------------------------------------- |
| 1                                             | 8 juli 2011                                   | Peru – Mexico                                 | 1 – 0                                         | Copa América                                  | 0                                             |                                               |
| 2                                             | 12 juli 2011                                  | Uruguay – Mexico                              | 1 – 0                                         | Copa América                                  | 0                                             |                                               |
| 3                                             | 11 juli 2013                                  | Mexico – Canada                               | 2 – 0                                         | CONCACAF Gold Cup                             | 0                                             |                                               |
| 4                                             | 14 juli 2013                                  | Martinique – Mexico                           | 1 – 3                                         | CONCACAF Gold Cup                             | 1                                             |                                               |
| Als speler van Deportivo Toluca FC            |                                               |                                               |                                               |                                               |                                               |                                               |
| 5                                             | 30 januari 2014                               | Mexico – Zuid-Korea                           | 4 – 0                                         | Vriendschappelijk                             | 0                                             |                                               |
| 6                                             | 2 april 2014                                  | Verenigde Staten – Mexico                     | 2 – 2                                         | Vriendschappelijk                             | 0                                             |                                               |
| 7                                             | 4 juni 2014                                   | Mexico – Bosnië en Herzegovina                | 0 – 1                                         | Vriendschappelijk                             | 0                                             |                                               |
| 8                                             | 29 mei 2014                                   | Mexico – Israël                               | 3 – 0                                         | Vriendschappelijk                             | 0                                             |                                               |
| 9                                             | 7 september 2014                              | Chili – Mexico                                | 0 – 0                                         | Vriendschappelijk                             | 0                                             |                                               |
| 10                                            | 10 september 2014                             | Bolivia – Mexico                              | 0 – 1                                         | Vriendschappelijk                             | 0                                             |                                               |
| 11                                            | 12 november 2014                              | Nederland – Mexico                            | 2 – 3                                         | Vriendschappelijk                             | 0                                             |                                               |
| 12                                            | 18 november 2014                              | Wit-Rusland – Mexico                          | 3 – 2                                         | Vriendschappelijk                             | 0                                             |                                               |

Bijgewerkt op 15 februari 2016.

## Erelijst
Mexico –23
- Olympische Zomerspelen

2012